# Картаганово
Картаганово — деревня в Гороховецком районе Владимирской области России, входит в состав Куприяновского сельского поселения.

## География
Деревня расположена в 17 км на восток от центра поселения деревни Выезд и в 14 км на юго-восток от Гороховца.

## История
По переписным книгам 1676 года деревня значилась в составе Бережецкого прихода и записана за Иваном Нееловым, в ней было 1 двор помещиков, двор задворного человека, 5 дворов крестьянских.
В XIX — первой четверти XX века деревня входила в состав Красносельской волости Гороховецкого уезда, с 1926 года — в составе Гороховецкой волости Вязниковского уезда. В 1859 году в деревне числилось 24 двора, в 1905 году — 39 дворов, в 1926 году — 49 дворов.
С 1929 года деревня входила в состав Крыловского сельсовета Гороховецкого района, с 1940 года — в составе Великовского сельсовета, с 2005 года — в составе Куприяновского сельского поселения.

## Население
| 1859 | 1905 | 1926 | 2002 | 2010 | 2021 |
| ---- | ---- | ---- | ---- | ---- | ---- |
| 193  | ↗223 | ↘214 | ↘8   | ↘5   | ↗22  |